# Blue (webserie)
Blue è una webserie drammatica americana ideata da Rodrigo García e interpretata da Julia Stiles. L'episodio pilota è andato in onda l'11 giugno 2012 e originariamente trasmesso sul canale WIGS su YouTube. In seguito la serie è andata in onda su Hulu di FOX, e sul sito web di WIGS per la sua terza stagione, che prende la forma in quattro lunghi episodi della durata di 40-60 minuti ciascuno, invece degli episodi più brevi delle prime due stagioni. 

## Trama
Blue (Julia Stiles) è una madre con una vita segreta come escort. Farà qualsiasi cosa per sostenere suo figlio Josh (Uriah Shelton). Ma il suo passato ritorna, mettendo in gioco altri piani per la sua vita.

## Principali
- Blue: Julia Stiles
- Josh (figlio): Uriah Shelton

## Altri interpreti
- Brooklyn Lowe: Francesca
- Kathleen Quinlan: Jessica
- Carla Gallo: Rose
- JC Gonzalez: Harry
- James Morrison: Olsen
- Brian Shortall: Will
- Alexz Johnson: Satya
- Jacob Vargas: Roy
- Jane Stiles O'Hara: Lara
- Eric Stoltz: Arthur
- Amir Arison: Leonard
- David Harbour: Cooper
- Taylor Nichols: Bill
- Rocky Carroll: Robert
- Kendall Custer: May
- Michael Hyatt: Claire
- Daren Kagasoff: Daren
- Chad Lindberg: Sam
- Sarah Stoecker: Hunter
- Joel McKinnon Miller: Mr. Weston
- Sarah Paulson como Lavinia
- Laura Spencer:Vanessa
- Mark Consuelos: Daniel
- Wanda De Jesus: Cynthia
- William Petersen: Mitch
- Samantha Quan: Dana
- Michelle Forbes: Marisa
- Richard Pagano: Mick
- Holly Robinson Peete: Holly
- Cassidy Boyd: Alicia
- Darin Heames: Nicolas
- Manny Jimenez Jr.: Ernesto
- James Jordan: Raphael
- Tony Plana: Stribling
- Jeanne Tripplehorn: Vera

## Stagioni
Per l'emissione televisiva, la serie viene modificata con episodi della durata di 10 ore (i primi sei sono presentazioni di breve durata) ed è trasmessa sui canali internazionali di Lifetime (tra cui Regno Unito e Africa). Le date successive corrispondono a quelle delle prime emissioni in Gran Bretagna. La serie è andata in onda negli Stati Uniti su Lifetime Movies l'8 luglio 2016 con il titolo Blue: A Secret Life .
Ogni raccolta prende il nome da una linea di dialogo. I webisodi non vengono tutti utilizzati nell'ordine in cui sono stati mostrati online. Julia Stiles non appare nei webisodi contrassegnati con un asterisco. Negli Stati Uniti, Lifetime Movies ha trasmesso i contenuti della terza stagione in cinque episodi della raccolta intitolati "Call Me Francine", "Take Off Your Clothes", "A History of Anxiety", "Your Favorite Client" e "Choices".
| anno | Titolo originale | Titolo italiano | stagione         | n° episodi | titolo episodio               | titolo webisodio | data di uscita |
| ---- | ---------------- | --------------- | ---------------- | ---------- | ----------------------------- | --- | -------------- |
| 2015 | Blue             | Blue            | prima stagione   | 1-6        | Blue Rules                    | Mom, Son, Your Rule, Long Day, Blue?, You're Good, Jack the Ripper,                                                                        | 2 marzo 2015   |
| 2015 | Blue             | Blue            | prima stagione   | 7-12       | When Have I Lied To You       | Paying for Sex, A Decent Girl, That's My Drug, Star Student, You Lie to Me Too, Give an Old Man a Break                                    | 9 marzo 2015   |
| 2015 | Blue             | Blue            | seconda stagione | 1-7        | Who Raises A Child Like This? | See and Be Seen, What Kind of a Name is Blue?, It's Just a Crutch, Everything Is a Test, How Do You Do?, Glue and Lubricant, Wow, Wow, Wow | 16 marzo 2015  |
| 2015 | Blue             | Blue            | seconda stagione | 8-13-15    | We Were In Love               | On My Own, The Truth Hurts, A Man's Permission, Make Yourself at Home, Old Habits Die Hard, Doubling the Equation, In the Running          | 23 marzo 2015  |
| 2015 | Blue             | Blue            | seconda stagione | 16-20-21   | Good Looking Boy              | Savages, Hard Time, The Details, You're Not a Freak, Are You?, Getting to the Point, I'm Not a Stalker                                     | 30 marzo 2015  |
| 2015 | Blue             | Blue            | seconda stagione | 14-22-26   | Where Were You, Mom?          | Are You Clean?,Role Play, Winning With, A Straight Answer, Choices Add Up, Where Were You?                                                 | 6 aprile 2015  |
| 2015 | Blue             | Blue            | terza stagione   | 1          | Call Me Francine              | - | 13 aprile 2015 |
| 2015 | Blue             | Blue            | terza stagione   | 2          | Planets Colliding             | - | 20 aprile 2015 |
| 2015 | Blue             | Blue            | terza stagione   | 3          | A History of Anxiety          | - | 27 aprile 2015 |
| 2015 | Blue             | Blue            | terza stagione   | 4          | Make Me Feel Good             | - | 4 maggio 2015  |

## Riconoscimenti
Dal suo lancio, Blue ha vinto diversi premi, tra cui un Satellite Awards nel 2013, e tre premi IAWTV per il miglior regista drammatico (Garcia) nel 2014 e Miglior attrice drammatica (Stiles) nel 2013 e 2014.